# Бимырза (Туркестанская область)
Бимырза (каз. Бимырза) — село в Шардаринском районе Туркестанской области Казахстана. Входит в состав сельского округа Кауысбека. Код КАТО — 516457300.

## Население
В 1999 году население села составляло 117 человек (61 мужчина и 56 женщин). По данным переписи 2009 года, в селе проживали 142 человека (66 мужчин и 76 женщин).